# Другая женщина (фильм, 1950)
«Другая женщина» (англ. The Second Woman) — нуаровая мелодрама режиссёра Джеймса В. Керна, которая вышла на экраны в 1950 году.
Фильм рассказывает об успешном калифорнийском архитекторе (Роберт Янг), который через год после трагической гибели своей невесты сталкивается с серией труднообъяснимых жизненных несчастий, что приводит его на грань психического расстройства. Однако благодаря активному участию своей новой подруги (Бетси Дрейк) ему удаётся разобраться в первопричине происходящего и найти свою любовь.
Натурные съёмки фильма проводились в Монтерее, Калифорния, и загородном клубе Лейксайд в Лос-Анджелесе.
После выхода фильма на экраны он не вызвал особого интереса у критики, сравнивавшей его с триллерами Хичкока «Ребекка» (1940) и «Заворожённый» (1945), однако современные историки кино оценивают картину с определёнными оговорками достаточно позитивно.

## Сюжет
В поезде, следующем в прибрежный калифорнийский городок Пайн Клифф, страдающий приступами депрессии архитектор Джефф Кохалан (Роберт Янг) знакомится с молодой женщиной Эллен (Бетси Дрейк), которая едет из Миннесоты, чтобы навестить свою тётю Амелию Фостер (Флоренс Бейтс). В ходе разговора выясняется, что тётя Амелия является соседкой и хорошей знакомой Джеффа. Между Джеффом и Эллен мгновенно возникает взаимная симпатия. Джефф работает главным архитектором в успешной девелоперской фирме Бена Шеппарда (Генри О’Нил), с которым у него сложились очень тёплые личные отношения. Вместе с тем, Джефф откровенно выражает свою антипатию по отношению к исполнительному директору компании Киту Фэррису (Джон Саттон). В свою очередь Кит обращает внимание Шеппарда на то, что в последнее время Джефф стал очень рассеян. На следующий день во время конной поездки вдоль морского побережья Джефф встречает Эллен. Увидев его красивый модернистский особняк на вершине скалы, Эллен уговаривает Джеффа показать свой дом, на что тот неохотно соглашается. Вернувшись домой, Эллен выясняет у тёти Амелии, что Джефф построил дом для себя и своей невесты Вивиан, дочери Бена Шеппарда. Однако год назад, за день до свадьбы Вивиан погибла в автокатастрофе.
Вскоре с Джеффом происходит серия таинственных несчастий: его любимая лошадь в стойле ломает ногу, от отравления умирает его любимая собака, вянет его любимый куст розы. Во время очередной встречи с Эллен Джефф показывает ей портрет на стене, который за неделю странным образом потерял яркость красок и выцвел. Эллен, которая занимается анализом статистики в страховой компании, говорит Джеффу, что вероятность такого количества несчастных случаев, выпадающих на долю одного человека в столь короткий промежуток времени, крайне мала. Потому она считает, что эти несчастья являются делом рук какого-то человека, который хочет психологически уничтожить Джеффа. Несмотря на то, что Джефф категорически запрещает Эллен заниматься этим делом, она решает провести собственное расследование. На следующее утро без ведома Джеффа она относит побледневший портрет на экспертизу к местному арт-дилеру (Стивен Герей), который вспоминает аналогичный случай с другой картиной того же художника, которую он продал местному коллекционеру. Рассказав об этом Джеффу, Эллен также показывает ему результаты лабораторных анализов, согласно которым в почве под кустом розы был обнаружен мышьяк. В этот момент в комнату вбегает тётя Амелия, сообщая, что горит особняк Джеффа. Наблюдая за тем, как гибнет его дом, Джефф как будто бы испытывает определённое облегчение. Вскоре выясняется, что в офисе Шеппарда пропали важные чертежи, над которыми работал Джефф, в результате чего он потерял важный заказ на проектирование больницы. Эллен высказывает предположение, что всё это может быть делом рук Кита, который тайно ненавидит Джеффа, однако Джефф отвечает, что Кит ненавидит не только его, а вообще всех. Доктор Хартли (Моррис Карновски), который не раз обследовал и хорошо знает Джеффа, говорит Эллен, что, по его мнению, Джефф страдает паранойей, вызванной чувством вины в гибели Вивиан. За её гибель Джефф подсознательно наказывает себя, уничтожая то, что ему дорого. 
Ночью Эллен видит, как Джефф, который временно поселился у тёти Амелии, выходит из дома и сливает бензин из бака своей машины. На следующее утро его обнаруживают в салоне автомобиля в бессознательном состоянии. Однако в больнице Джефф быстро приходит в себя, говоря Эллен, что не собирался кончать жизнь самоубийством, и потому оставил в баке топливо с таким расчётом, чтобы двигатель перестал работать до того, как он может умереть от отравления угарным газом. Имитируя самоубийство, Джефф попытался таким образом переключить на себя внимание своего недоброжелателя с тем, чтобы отвести угрозу от близких ему людей. После выхода из больницы Джефф начинает розыски владельца второй выцветшей картины, устанавливая, что этим человеком был Бен. 
Догадываясь, что именно Бен мог испортить и его картину, равно как устроить и все другие несчастья, Джефф приходит к нему в офис. Под давлением Джеффа Бен сознаётся в том, что умышленно причинял несчастья Джеффу, пытаясь таким образом наказать его за гибель Вивиан. В этот момент в кабинет входит Эллен вместе со свидетелем той автокатастрофы, в который погибла Вивиан. Свидетель утверждает, что машиной той роковой ночью управлял не Джефф, а Кит. После этого Джефф рассказывает, что в действительности произошло в ночь автокатастрофы накануне свадьбы. Во время приёма в доме Шеппарда Джефф случайно увидел, как Вивиан в машине целуется с Китом. Из их разговора Джефф понял, что Вивиан и Кит уже давно были любовниками, но не могли пожениться, так как женатый Кит не мог получить развод. Прямо в ходе разговора Вивиан и Кит приняли решение вместе сбежать на автомобиле, а Джефф бросился за ними в погоню. На опасном участке дороги Кит не справился с управлением, задел встречную машину и попал в катастрофу, в результате которой погибла Вивиан. Подъехав к месту катастрофы, Джефф отдал Киту свою машину и попросил немедленно уехать. Таким образом Джефф надеялся скрыть от Бена тот факт, что его дочь была неверна жениху и пыталась сбежать с любовником, и тем самым уменьшить для Бена горечь утраты. 
Выслушав эту историю, обезумевший Бен принимает Эллен за Вивиан, говоря ей, что её мать, которая бросила его много лет назад, также была неверной женщиной. Вынув из стола пистолет, Бен стреляет в Эллен, однако Джефф закрывает её своим телом, в результате получая ранение в руку. После выстрела Бен бросает пистолет и без сил падает в кресло. Доктор Хартли констатирует у него признаки психического расстройства. Некоторое время спустя во время прогулки вдоль побережья Джефф признаётся Эллен в любви.

## В ролях
- Роберт Янг — Джефф Кохалан
- Бетси Дрейк — Эллен Фостер
- Джон Саттон — Кит Фэррис
- Флоренс Бейтс — Амелия Фостер
- Моррис Карновски — доктор Рэймонд Хартли
- Генри О’Нил — Бен Шеппард
- Джин Роджерс — Додо Фэррис
- Рэймонд Ларгей — майор Бэджер
- Ширли Баллард — Вивиан Шеппард
- Джейсон Робардс-старший — Стэйси Роджерс
- Винс Барнетт  — Джованни Стробини (в титрах не указан)

## Создатели фильма и исполнители главных ролей
Как отмечает историк фильма нуар Алан Силвер, «главной движущей силой фильма стал продюсер Гарри М. Попкин, который отвечал за производство целого ряда низкобюджетных фильмов нуар», таких как «Удар» (1949), «Колодец» (1951) и «Вор» (1952), а «его фильм „Мёртв по прибытии“ (1950) стал классикой жанра». Режиссёр Джеймс В. Керн в 1930-е годы был известен как автор и исполнитель песен, а затем — как сценарист и постановщик фильмов в лёгком жанре — мюзиклов и комедий. Среди семи поставленных им фильмов лишь этот относится к жанру нуар. С середины 1950-х годов он работал в основном на телевидении, поставив около 300 эпизодов различных сериалов, среди них «Я люблю Люси» (1955-57, 40 эпизодов) и «Три моих сына» (1964-67, 99 эпизодов).
Роберт Янг начал свою кинокарьеру в 1930-х годах, сыграв, в частности, в триллере Хичкока «Секретный агент» (1936), за которыми последовали драмы и мелодрамы на военную тематику «Три товарища» (1938), «Смертельный шторм» (1940) и «Путешествие для Маргарет» (1942). Кроме того, Янг сыграл в двух значимых фильмах нуар — «Перекрёстный огонь» (1947) и «Мне не поверят» (1947), а также в таких жанровых картинах, как историко-приключенческая драма «Северо-западный проход» (1940), вестерн «Вестерн Юнион» (1941), мелодрама «Очаровательный домик» (1945) и комедия «Ловко устроился» (1948). С середины 1950-х годов Янг также стал работать преимущественно на телевидении, сыграв, в частности, в телесериалах «Отец лучше знает» (1954-60, 197 эпизодов) и «Доктор Маркус Уэлби» (1969-76, 170 эпизодов, за исполнение заглавной роли в этом фильме Янг четырежды номинировался на «Золотой глобус» и один раз был удостоен этой награды). Бетси Дрейк сыграла в общей сложности в десяти фильмах, преимущественно в комедиях, таких как «Каждая девушка должна выйти замуж» (1948), «Милый ребёночек» (1950), «Есть место ещё для одного» (1952) и «Испортит ли успех Рока Хантера?» (1957), а также в криминальном триллере «Намерение убить» (1958).

## Оценка фильма критикой

### Общая оценка фильма
После выхода фильма на экраны он не привлёк к себе особого внимания, хотя и удостоился умеренно позитивных отзывов критики. Как отмечается на сайте Американского института кино, «в первых откликах на фильм отмечалось его сходство с „Ребеккой“ (1940), и в рекламной кампании фильма поощрялись такие сравнения». Современный критик Деннис Шварц также указывает на то, что «этот романтический детектив напоминает картины Хичкока „Заворожённый“ (1945) и „Ребекка“». Историк фильма нуар Спенсер Селби охарактеризовал картину как «мрачную нуаровую мелодраму» на фоне меняющегося облика послевоенной Калифорнии. По мнению кинокритика Майкла Кини, «фильм немного медленный, но окружающая обстановка показана красиво, а неожиданный финал доставляет наслаждение». Как считает Алан Силвер, «фильм не делает каких-либо широковещательных заявлений об архитектуре и девелоперской деятельности, которыми изобилует, к примеру, „Источник“ (1949), но поскольку главным отрицательным персонажем фильма является уважаемый девелопер, фильм косвенным образом критически оценивает методы типовой застройки, которые драматическим образом меняли облик послевоенной Калифорнии». Историк кино Деннис Шварц также отмечает, что «главной отрицательной силой картины является девелоперская отрасль, которая в своей погоне за деньгами разрушает красоту природы», а сам фильм называет «тревожной мелодрамой, которую многие считают фильмом нуар, однако для настоящего триллера ему явно не хватает энергии».
Киновед Крейг Батлер назвал фильм «увлекательным маленьким триллером», который лишь «приближается к уровню очень хорошего, но так и остаётся просто хорошим». Причина относительной неудачи фильма, по мнению Батлера, заключена в том, что «он комбинирует элементы разных стилей — фильма нуар, психологической драмы, детектива, триллера и романтической мелодрамы — но ему так и не удаётся удачно свести их в единое целое». Однако, «к счастью, сама история довольно увлекательная и захватывает внимание зрителя даже в те моменты, когда актёрский текст слабоват и звучит упрощённо». Резюмируя своё мнение, Батлер пишет, что «в целом фильм является хорошей работой, которую стоит смотреть, даже несмотря на то, что он и не достигает всех поставленных целей».

### Оценка работы режиссёра и актёров
Батлер высоко оценил работу режиссёра Керна «по выстраиванию тональности и атмосферы фильма», но вместе с тем критиковал его за «местами ослабевающий темп повествования» и то, что режиссёру не удалось добиться «целостности стиля для всего произведения». Силвер обращает внимание на операторскую работу Хэла Мора, которая «делает фильм визуально увлекательным, несмотря на сдержанность игры Роберта Янга в качестве слабохарактерного архитектора» . По словам Батлера, «некоторые зрители даже могут испытать трудности в восприятием чересчур сдержанной игры Роберта Янга». С другой стороны, «Бетси Дрейк храбро пытается компенсировать это, но иногда слишком яростно берётся за дело». Шварц также полагает, что «Янг даёт приглушённую игру, которая хотя и убедительна, но не столь увлекательна».